# Baculipalpus oconnori
Baculipalpus oconnori là một loài bọ cánh cứng trong họ Oedemeridae. Loài này được Hudson miêu tả khoa học năm 1975.